# Takamasa Inamura
Takamasa Inamura (稲村 隆正, Inamura Takamasa, 22. února 1923 – 8. srpna 1989) byl významný japonský fotograf. Působil v oblastech, jako je móda a portrét.

## Životopis
Narodil se 22. února 1923 v prefektuře Tokio. Vystudoval Fakultu politické ekonomie na Univerzitě Waseda v Tokiu. Během školní docházky se přátelil s fotografem Džunem Mikim, který studoval na Keio University a obdivoval fotografie Jónosuka Natoriho.
V roce 1947, po skončení druhé světové války, se Jónosuke Natori připojil k Sun News Photos, která byla na předním místě.
Inamura měl malý příjem a nemohl si koupit vlastní fotoaparát, takže pracoval s firemními fotoaparáty, jako například Speed Graphic, Contax a Laurai, ale Jónosuke Natori Inamurovi vysvětlil, že je důležité mít svůj vlastní fotoaparát, tak zakoupil Low Life Rex Standard.
Byl členem Japonské fotografické společnosti a APA.
Zodpovídal za obálku časopisu Asahi Camera za rok 1980.
Zemřel 8. srpna 1989 ve věku 66 let.

## Galerie

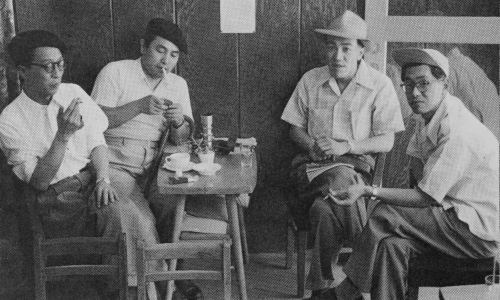
Džun Miki, Takamasa Inamura, Ken Domon, Kaiči Nagai, 1950
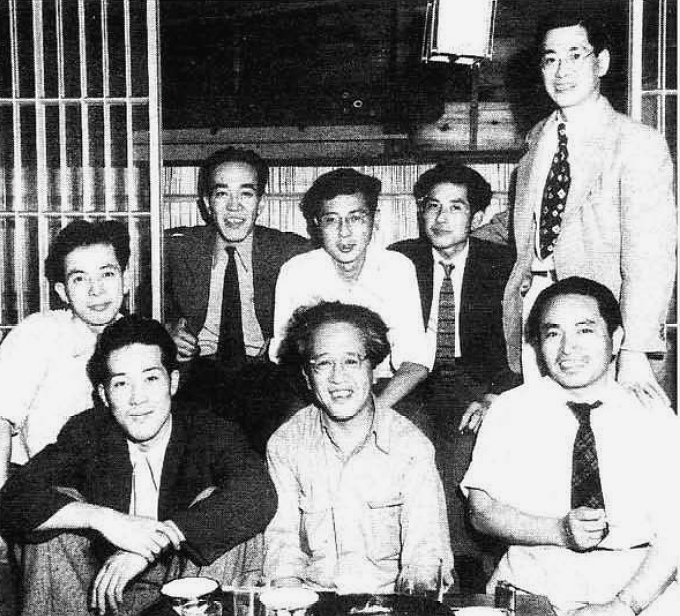
Šóji Ótake, Ihei Kimura, Ken Domon, a zleva v zadní řadě: Akira Išii, Takamasa Inamura, Susumu Higuči, Šizuo Jamamoto, Džun Miki, 1950